# Mesosa chassoti
Mesosa chassoti là một loài bọ cánh cứng trong họ Cerambycidae.